# Parasisis amurensis
Parasisis amurensis is een spinnensoort in de taxonomische indeling van de hangmatspinnen (Linyphiidae).
Het dier behoort tot het geslacht Parasisis. De wetenschappelijke naam van de soort werd voor het eerst geldig gepubliceerd in 1984 door Kirill Yuryevich Eskov.